# 文洛克世
文洛克世（英语：Wenlock，有时被称作Wenlockian）是志留纪的第二个世，它位于兰多维列世之后，羅德洛世之前。根据辐射日期的测定，文洛克世开始于4.33亿年前，结束于4.27亿年前。

## 命名与历史
文洛克得名于文洛克埃奇山，这是在什罗普郡（英国西米德兰郡）的大溫洛克镇附近的一块出露的岩石。 1834年，罗德里克·麦奇生在“文洛克与達德利岩石群”一词中首次使用这个名词，指位于他所谓的“勒德洛岩”之下的石灰岩和下伏页岩。他后来在他1839年所著的《志留纪体系》一书中把这个词简化为“文洛克岩”。

## 定义与分界
文洛克世的开始由申伍德期的下边界(或GSSP)定义。末端被定义为戈斯特期的基础（或 GSSP）。  
文洛克世分为较老的申伍德期和较年轻的侯默期阶段。申伍德期从433.4百万年前延续至430.5百万年前。侯默期从430.5百万年前延续至427.4百万年前。